# Canton de Bais
Le canton de Bais est une ancienne division administrative française située dans le département de la Mayenne et la région Pays de la Loire.

## Géographie
Ce canton était organisé autour de Bais dans l'arrondissement de Mayenne. Son altitude variait de 104 m (Jublains) à 354 m (Izé) pour une altitude moyenne de 225 m.

## Histoire
- 12 août 1997 : François d'Aubert démissionne de son mandat de conseiller général du fait de la loi sur le cumul des mandats.
- 19 octobre 1997 : Marie-Cécile Morice est élue au second tour de l'élection partielle, la multiplication des candidatures à droite ayant empêché son élection au premier tour.

## Représentation

### Conseillers généraux de 1833 à 2015
| Période | Période          | Identité                             | Étiquette        | Qualité |
| ------- | ---------------- | ------------------------------------ | ---------------- | --- |
| 1833    | 1845             | Emmanuel-Casimir Boudier-Coulouzière |                  | Notaire à Bais |
| 1845    | 1853 (décès)     | Adolphe Mille (1811-1853)            |                  | Médecin, juge de paix à Bais, propriétaire à Saint-Pierre-sur-Orthe |
| 1853    | 1870             | Jules Roussel                        |                  | Maître de forges, maire de Saint-Martin-de-Connée, représentant à la Constituante de 1848 |
| 1870    | 1871             | Alfred-Michel Robillard              |                  | Avocat, propriétaire, maire de Bais, conseiller d'arrondissement |
| 1871    | 1877 (décès)     | Jules Roussel                        |                  | Maître de forges, maire de Saint-Martin-de-Connée, représentant à la Constituante de 1848 |
| 1877    | 1898             | Auguste Davoust                      | Républicain      | Propriétaire, maire de Champgenéteux |
| 1898    | 1932 (décès)     | Alphonse Janvier                     | Républicain      | Agriculteur, maire de Bais (1889-1932), conseiller d'arrondissement |
| 1932    | 1940             | Joseph Palaux                        | URD              | Médecin, adjoint au maire de Bais, nommé conseiller départemental en 1943 |
|         |                  |                                      |                  | |
| 1945    | 1952 (décès)     | Gustave Drou père                    | DVD              | Agriculteur, maire de Saint-Pierre-sur-Orthe, ancien conseiller d'arrondissement |
| 1952    | 1970             | Gustave Drou fils                    | RI               | Agriculteur, maire de Saint-Pierre-sur-Orthe |
| 1970    | 1994             | Albert Chauveau                      | DVD puis UDF-CDS | Maréchal-expert, maire de Bais |
| 1994    | 1997 (démission) | François d'Aubert                    | UDF-PR           | Auditeur à la Cour des comptes, député (1978-1995 et 1997-2004), maire de Laval (1995-2004), secrétaire d'État (1995-1997), ancien conseiller général du canton de Laval-Nord-Est (1979-1988) |
| 1997    | 2015             | Marie-Cécile Morice                  | DL puis UMP      | Maire-adjointe de Bais, vice-présidente du conseil général, élue en 2015 dans le canton d'Évron                                                                                               |

Le canton participait à l'élection du député de la première circonscription de la Mayenne.

### Conseillers d'arrondissement (de 1833 à 1940)
| Période                                  | Période      | Identité                                         | Étiquette       | Qualité |
| ---------------------------------------- | ------------ | ------------------------------------------------ | --------------- | --- |
| 1833                                     | 1839         | Pierre-Marin Buon                                |                 | Maitre de forges, maire de Saint-Martin-de-Connée                                                           |
| 1839                                     | 1842         | Michel-Marin Robillard                           |                 | Négociant à Mayenne                                                                                         |
| 1842                                     | 1845         | Pierre Nouël de La Touche                        |                 | Maire de Mayenne (de 1837 à 1847)                                                                           |
| 1845                                     | 1858         | Louis Rondeau                                    |                 | Marchand de vins en gros, propriétaire à Bais                                                               |
| 1858                                     | 1871         | Alfred-Michel Robillard (fils de M.M. Robillard) |                 | Avocat, propriétaire, maire de Bais                                                                         |
| 1871                                     | 1880         | Pierre-Marie-Antoine Chagnolleau                 |                 | Notaire à Saint-Martin-de-Connée                                                                            |
| 1880                                     | 1886         | François Bidard                                  |                 | Propriétaire, maire de Saint-Pierre-sur-Orthe                                                               |
| 1886                                     | 1892         | Henri Jarret de La Mairie                        |                 | Propriétaire, maire de Saint-Martin-de-Connée                                                               |
| 1892                                     | 1898         | Alphonse Janvier                                 | Républicain     | Propriétaire, maire de Bais                                                                                 |
| 1898.                                    | 1902 (décès) | Octave Poirier                                   | Républicain     | Propriétaire à Champgenéteux                                                                                |
| Juil.1902                                | 1909 (décès) | Louis Bagot                                      | Républicain     | Maire d'Izé                                                                                                 |
| 1909                                     | 1919         | Samson-Émile Lepert                              | Radical         | Maire de Saint-Thomas-de-Courceriers                                                                        |
| 1919                                     | 1931         | Auguste Vannier                                  | Républicain     | Négociant, adjoint au maire de Champgenéteux                                                                |
| 1931                                     | 1937         | Alphonse Horeau                                  | Républicain     | Propriétaire à Champgenéteux                                                                                |
| 1937                                     | 1940         | Gustave Drou                                     | Union nationale | Agriculteur, maire de Saint-Pierre-sur-Orthe                                                                |
| 1940                                     |              |                                                  |                 | Les conseils d'arrondissement ont été suspendus par la loi du 12 octobre 1940 et n'ont jamais été réactivés |
| Les données manquantes sont à compléter. |              |                                                  |                 | |

Source : Répertoire numérique des annuaires administratifs de la Mayenne. https://archives.lamayenne.fr/archives-en-ligne/ead.html?id=FRAD053_2NUM242&c=FRAD053_2NUM242_e0000017&qid=

## Composition

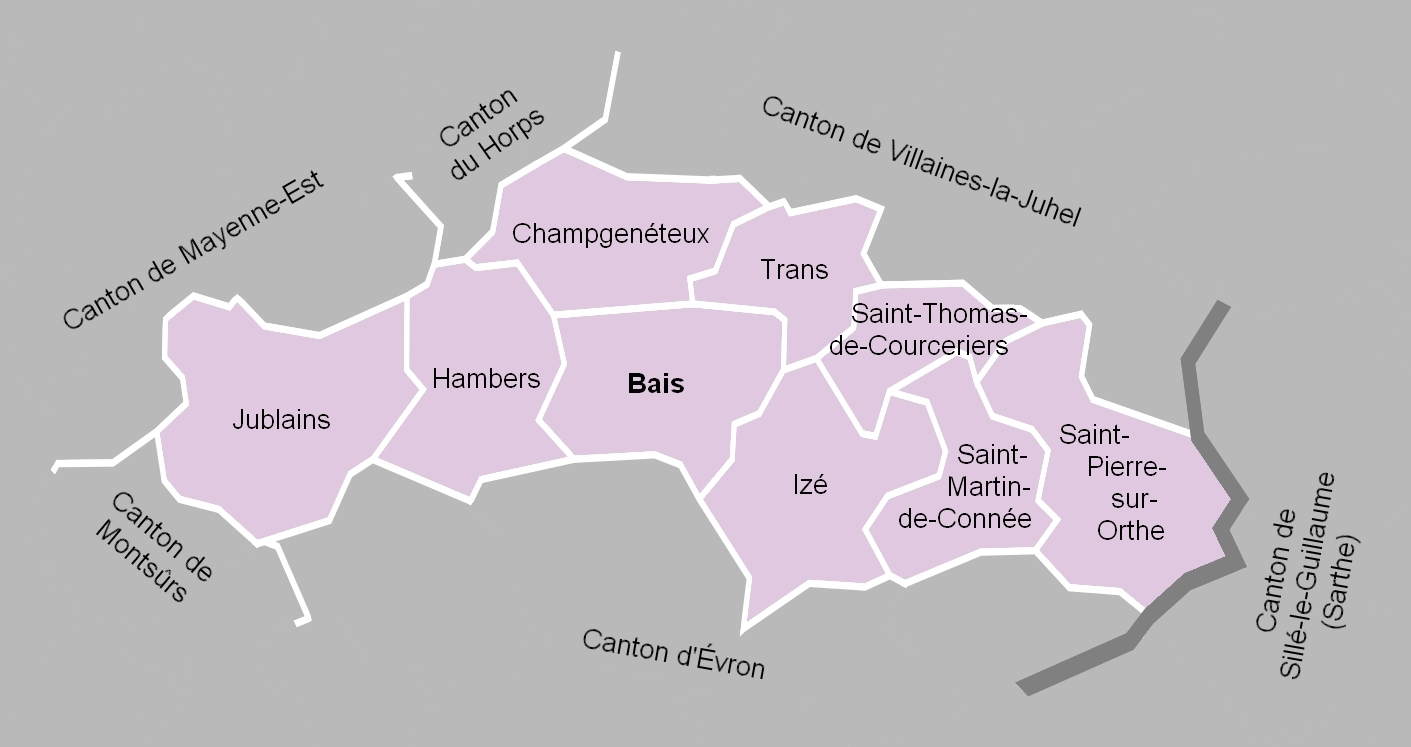
La carte des communes du canton. Les cantons limitrophes étaient ceux de Mayenne-Est, du Horps, de Villaines-la-Juhel, de Sillé-le-Guillaume, d'Évron et de Montsûrs.

Le canton de Bais comptait 4 944 habitants en 2012 (population municipale) et groupait neuf communes :
- Bais ;
- Champgenéteux ;
- Hambers ;
- Izé ;
- Jublains ;
- Saint-Martin-de-Connée ;
- Saint-Pierre-sur-Orthe ;
- Saint-Thomas-de-Courceriers ;
- Trans.

À la suite du redécoupage des cantons pour 2015, toutes les communes à l'exception de Jublains sont rattachées au canton d'Évron. Jublains est intégré au canton de Lassay-les-Châteaux.
Contrairement à beaucoup d'autres cantons, le canton de Bais n'incluait aucune commune supprimée depuis la création des communes sous la Révolution.

## Démographie
| 1962  | 1968  | 1975  | 1982  | 1990  | 1999  | 2006  | 2011  | 2012  |
| ----- | ----- | ----- | ----- | ----- | ----- | ----- | ----- | ----- |
| 7 057 | 6 389 | 5 680 | 5 441 | 5 306 | 5 200 | 5 010 | 4 972 | 4 944 |